# سينان
سينان «قتلت في 323 قبل الميلاد» كانت أخت «غير شقيقة» الإسكندر الأكبر، وابنة فيليب الثاني المقدوني من أوداتا "أميرة إيليريون".
درّبت أوداتا ابنتها على ركوب الخيل، والصيد، والقتال على الطريقة الإيليرية. أعطاها والدها فرصة الزواج من ابن عمها أمينتاس الرابع المقدوني، الذي مات وتركها أرملة في عام 336 قبل الميلاد. في السنة التالية وَعَد ألكساندر بيدها إلى لانغاروس «ملك الأغرييين» كمكافأة مقابل خدماته، لكن العريس المقصود أصبح مريضا ومات.
استمرت سينان غير متزوجة، ووظفت نفسها في تعليم ابنتها يوريديكا الثانية المقدونية، التي يقال أنها تدربت في التدريبات العسكرية، بعد تعليمها. عندما تم اختيار أخيها «غير الشقيق» فيليبوس الثالث المقدوني كملك في عام 323 قبل الميلاد، قررت سينان أن تزوج يوريديكا له، وذهبت إلى آسيا وفقًا لذلك.
تم القبض على يوريديكا بأوامر من أوليمبياس، وسجنتها، ومن ثم أجبرتها على الانتحار بعد أن أعدمت فيليب الثالث في 317 قبل الميلاد. تعكس إنجازات يوريديكا القيم التي غرستها سينان بها حيث رفضت أن تتعايش بواسطة قيم أي شخص آخر، على الرغم من تجاهل مؤرخيين آخرين في كثير من الأحيان، إلا أن تصرفات سينان بعد وفاة الإسكندر الأكبر أثرت بشكل كبير على ما أعقبها وتُذكر بأنها أميرة محاربة قوية ومستقلة في وقت لم تكن فيه معظم النساء مثلها، حتى النساء النبلاء.
ربما كان نفوذها كبيرًا، وأثار مشروعها قلق بيرديكاس وأنتيباتر، حيث أرسل أولهما أخاه السيتاس لمقابلتها في طريقها ومحاربتها حتى الموت. فعل السيتاس ذلك في تحدٍ لمشاعر قواته، وقابلت سينان عذابها بعزيمة وروح. تم عمل حفل زفاف يوريديكا، ولكن في نهاية المطاف تم قتل الابنة والصهر بواسطة أوليمبياس. في عام 317 قبل الميلاد، قام كاسندر «بعد هزيمة أوليمبياس» بدفن سينان مع يوريديكا وأرهايدايوس في فيرغينا، مكان الدفن الملكي.
كانت ابنة فيليب مشهورة بمعرفتها العسكرية: لقد أدارت الجيوش، وفي الميدان كانت على رأسهم. في الارتباط مع الإيليريون، قامت بيدها بقتل كيريا ملكتهم، وبتدبيرها لمذبحة عظيمة قامت بهزم الجيش الإيليري".

## في الثقافة الشعبية
- تظهر كشخصية في رواية «ألعاب الجنازة» التاريخية من قبل ماري رينو. قام رينو بتسميتها (كينا).
- تظهر كقائد في لعبة الفيديو الحرب الشاملة: الساحة.